# حيل (فقه)
لمفهوم الحيلة الفقهية معنى واسع، غير أن من صورها تقديم عمل جائز لإبطال حكم شرعي.

## أمثلة عنها
مثل الذي يهب ماله أو بعضاً منه عند رأس الحول فراراً من الزكاة، فهذا تحايل محرم شرعاً.
ومثال آخر: الزواج لأجل التحليل
أو كأن يخاصم المدعى عليه الشاهد ليصبح معه في نزاع فلا تقبل شهادته.